# Linea Verde (metropolitana di Washington)
La linea Verde (in inglese: Green Line), e indicata sulle mappe come linea GR, è una linea della metropolitana di Washington. Lunga 37,1 km, conta 21 stazioni, e serve, oltre al distretto di Columbia, la contea di Prince George, in Maryland.
È stata la quinta linea ad essere inaugurata, il 18 dicembre 1991, e l'ultima del piano originario della rete metropolitana; corre in direzione nord-sud, e ha capolinea a Suitland (stazione Branch Avenue) e a Greenbelt (con la stazione omonima).
Condivide parte del suo percorso con la linea gialla; incrocia le linee blu, arancione e argento a L'Enfant Plaza e la linea rossa alle stazioni di Gallery Place e di Fort Totten.

## Storia
La costruzione della linea verde è stata molto travagliata: l'apertura era, secondo il piano originario della rete metropolitana, prevista per il 1977, ma controversie sul tracciato nella parte meridionale (che attraversava alcuni tra i quartieri più poveri di Washington) e problemi di fondi causarono molti ritardi. Già nel 1977 l'apertura veniva fissata per il 1983, e l'anno successivo l'estensione oltre la stazione di Anacostia veniva prevista per il 1987, mentre nel gennaio 1981 l'apertura veniva prevista per il 1990. La costruzione effettiva della linea a sud di L'Enfant Plaza iniziò solo alla fine del 1984.
I primi treni sulla linea verde iniziarono a circolare il 28 dicembre 1991 tra la stazione di L'Enfant Plaza e quella di Anacostia. Nel 1993 aprì la tratta tra le stazioni di Fort Totten e di Greenbelt; le due tratte furono unite solo nel 1999. Infine, nel 2001, con il completamento della tratta meridionale fino alla stazione di Branch Avenue, la linea è stata completata, e con essa il piano originario della rete metropolitana.

## Percorso e zone servite
Il capolinea meridionale della linea è la stazione di Branch Avenue, a Suitland, sulla Maryland Route 5 vicino alla Andrews Air Force Base; la linea procede verso nord-ovest, servendo Hillcrest Heights e poi, nel distretto di Columbia, il quartiere di Anacostia, prima di passare il fiume Anacostia e unirsi alla linea gialla alla stazione di L'Enfant Plaza (dove interseca le linee arancione, blu e argento). Proseguendo verso nord, la linea verde interseca la rossa alle stazioni di Gallery Place-Chinatown e di Fort Totten (dove la linea gialla termina); piega poi verso nord-est, rientrando in Maryland e servendo Hyattsville prima del capolinea di Greenbelt, nell'omonima città.
La linea verde è, insieme alla rossa, l'unica a non entrare in Virginia.

## Stazioni
La linea verde serve le seguenti stazioni, da sud a nord:
| Stazione                            | Località          | Apertura | Interscambi                                             | Interscambi                                                    |
| ----------------------------------- | ----------------- | -------- | ------------------------------------------------------- | -------------------------------------------------------------- |
| Branch Avenue                       | Suitland          | 2001     |                                                         |                                                                |
| Suitland                            | Suitland          | 2001     |                                                         |                                                                |
| Naylor Road                         | Hillcrest Heights | 2001     |                                                         |                                                                |
| Southern Avenue                     | Hillcrest Heights | 2001     |                                                         |                                                                |
| Congress Heights                    | Washington        | 2001     |                                                         |                                                                |
| Anacostia                           | Washington        | 1991     |                                                         |                                                                |
| Navy Yard-Ballpark                  | Washington        | 1991     |                                                         |                                                                |
| Waterfront                          | Washington        | 1991     |                                                         |                                                                |
| L'Enfant Plaza                      | Washington        | 1977     | Linee arancione, blu e argento Virginia Railway Express | Tratta in comune con la linea gialla                           |
| Archives                            | Washington        | 1983     |                                                         | Tratta in comune con la linea gialla                           |
| Gallery Place                       | Washington        | 1976     | Linea rossa                                             | Tratta in comune con la linea gialla                           |
| Mount Vernon Square                 | Washington        | 1991     |                                                         | Tratta in comune con la linea gialla                           |
| Shaw-Howard University              | Washington        | 1991     |                                                         | Tratta in comune con la linea gialla                           |
| U Street                            | Washington        | 1991     |                                                         | Tratta in comune con la linea gialla                           |
| Columbia Heights                    | Washington        | 1999     |                                                         | Tratta in comune con la linea gialla                           |
| Georgia Avenue-Petworth             | Washington        | 1999     |                                                         | Tratta in comune con la linea gialla                           |
| Fort Totten                         | Washington        | 1978     | Linea rossa                                             | Tratta in comune con la linea gialla                           |
| West Hyattsville                    | Hyatsville        | 1993     |                                                         | Tratta in comune con la linea gialla (solo servizio Rush Plus) |
| Prince George's Plaza               | Hyatsville        | 1993     |                                                         | Tratta in comune con la linea gialla (solo servizio Rush Plus) |
| College Park-University of Maryland | College Park      | 1993     | Maryland Area Regional Commuter (linea Camden)          | Tratta in comune con la linea gialla (solo servizio Rush Plus) |
| Greenbelt                           | Greenbelt         | 1993     | Maryland Area Regional Commuter (linea Camden)          | Tratta in comune con la linea gialla (solo servizio Rush Plus) |